# Idle
Idle (englische Aussprache ['aɪdl], für „untätig“ oder „unausgenutzt“) oder der Leerlauf bedeutet in der Informationstechnik, dass ein Prozess untätig ist oder ein Betriebsmittel ungenutzt bleibt.
Zum einen ist der Leerlauf (im Fachjargon auch das Idling genannt) unerwünscht, da brachliegende Kapazitäten die Effizienz eines Systems mindern, zum anderen werden Leerläufe für Energiesparmaßnahmen genutzt.
Idle ist in dieser Bedeutung Bestandteil zahlreicher informatischer Fachbegriffe, beispielsweise:
- der Idle Task, der Leerlaufprozess eines Betriebssystems
- das Idle Listening in Rechnernetzen
- der Idle Repeat Request (englisch wörtlich für „leerer Wiederholungsantrag“), ein Protokoll in verteilten Systemen
- die Massive Array of Idle Disks, ein energiesparender Festplattenverbund

In Chats oder Multi-Player-Online-Spielen wird der Begriff für Spieler verwendet, die zwar eingeloggt sind, sich aber nicht am Rechner befinden, also über längere Zeit keine Aktivität zeigen, siehe Away From Keyboard in Liste von Abkürzungen (Netzjargon) #A.